# Melittobia clavicornis
Melittobia clavicornis is een vliesvleugelig insect uit de familie Eulophidae. De wetenschappelijke naam is voor het eerst geldig gepubliceerd in 1908 door Cameron.